# Bont voor Dieren
Bont voor Dieren is een Nederlandse stichting die zich sinds haar oprichting in 1986 inzet voor de bescherming van pelsdieren, zoals vossen en nertsen. Tussen 2004 en 2021 verkozen ze ieder jaar ook een bekende Nederlander die bont draagt of zich dom heeft uitgelaten over bont tot Dom Bontje.

## Doel
Bont voor Dieren vindt dat het fokken en bejagen van dieren voor bont verboden moet worden. Bont is een overbodig en wreed product dat niemand nodig heeft om zich mooi en warm te kleden. Bont voor Dieren streeft ernaar dat consumenten geen bont kopen of dragen, politici wettelijke maatregelen nemen tegen de bontindustrie, modeontwerpers geen bont in hun collectie gebruiken en winkels geen bont verkopen.

## Werkwijze
Bont voor Dieren lobbyt bij zowel de nationale als de Europese politiek voor fok- en importverboden van bont. De stichting licht consumenten voor door middel van campagnes, heeft een Bontvrijlijst waarop winkels en kledingmerken staan die geen bont verkopen, voert juridische procedures en gaat het maatschappelijk debat aan. Bij haar ludieke acties krijgt Bont voor Dieren vaak hulp van bekende Nederlanders zoals Georgina Verbaan, Jort Kelder en Sanne Vogel.
Bekende acties van Bont voor Dieren zijn de Te Bont politie, waarbij personen met een echte bontkraag aangesproken worden op straat door medewerkers van Bont voor Dieren. Ook slaagde Bont voor Dieren er in 2016 in om de Hartenstraat in Amsterdam aan te wijzen als de eerste bontvrije winkelstraat van Europa. Daarnaast zet de stichting zich in tegen de Canadese zeehondenjacht, waarbij tienduizenden zeehondenpups op brute wijze bejaagd worden voor hun vacht.

## Resultaten
Na lobby van Bont voor Dieren gelden er in Europa importverboden op honden-, katten-, en zeehondenbont. Het houden en fokken van dieren voor hun vacht is in Nederland sinds 8 januari 2021 verboden. Bedrijven zoals De Bijenkorf, H&M en Invito staan op de Bontvrijlijst. Mede dankzij lobby van Bont voor Dieren geldt er vanaf 2013 in heel Europa een labelplicht voor kleding met dierlijke producten. Steeds meer Nederlandse modeontwerpers zoals Bas Kosters, Iris van Herpen en Jan Taminiau verklaren zich bontvrij.
Grote stappen werden gezet in de periode 2020-2021. Nadat begin 2020 duidelijk werd dat nertsen vatbaar zijn voor corona en besloten werd alle nertsen op besmette fokkerijen uit voorzorg te doden, stelde Bont voor Dieren een protestmail op waarin werd verzocht om een vervroegde sluiting van de nertsenfokkerij. Tegen het doden van de dieren, zonder een verbod op het opnieuw vullen van de legen stallen werd in samenwerking met Animal Rights bezwaar aangetekend en geprotesteerd in Den Haag. Toen bekend werd dat nertsen een reservoir kunnen vormen voor het coronavirus en het virus in de dieren ook kan muteren, werd in de politiek discussie gevoerd om het verbod op het houden van pelsdieren vervroegd in te voeren. 
Op 23 juni 2020 werd de motie van de PvdA en de PvdD voor een vervroegd einde van de nertsenfokkerij aangenomen. In augustus werd duidelijk dat een wetsvoorstel in voorbereiding was. In november 2020 werd het wetsvoorstel voor een vervroegde beëindiging van de nertsenfokkerij in Nederland in de Tweede Kamer aangenomen. Op 8 januari 2021 ging het verbod op de pelsdierhouderij in.  
De laatste jaren heeft Bont voor Dieren haar focus verlegd naar een bontfokverbod binnen de Europese Unie. In samenwerking met andere organisaties van de Fur Free Alliance werd in 2023 het Europees burgerinitiatief Fur Free Europe bij de Europese Commissie ingediend. Het initiatief verzoekt de Commissie om 1) in de hele Unie bontfokkerijen te verbieden en 2) een bontimportverbod in te stellen. Maar liefst 1,8 miljoen Europese burgers ondertekenden dit initiatief. Vooralsnog werkt de Europese Commissie aan een wetsvoorstel als reactie op dit burgerinitiatief. 

## Documentaire
In januari 2020 kwam Bont voor Dieren in samenwerking met het video-on-demandplatform Videoland met de documentaire Bont Girl waarin zangeres Famke Louise met twee dierenactivisten afreist naar China om zich daar te verdiepen in de herkomst van bont met als doel de Chinese bontindustrie te ontmaskeren. In deze documentaire bezoeken ze onder andere winkels en markten waar het bont verkocht wordt maar bezoeken ze ook de fokkerijen en het slachthuis van deze dieren.